# JDS Akebono (DE-201)
JDS Akebono (DE 201) là một tàu khu trục hộ tống của Lực lượng Phòng vệ Biển Nhật Bản. Akebono là một trong những tàu chiến đầu tiên của Nhật Bản được đóng sau Chiến tranh thế giới thứ hai. Akebono đặt lườm vào năm 1954 như một tàu tuabin hơi chạy "B type" khu trục chống tàu ngầm, con tàu duy nhất trong nhóm của nó, để so sánh với hai chiếc tàu chạy bằng dầu diesel tương tự, lớp Ikazuchi. Akebono vào năm 1956 và vẫn được sử dụng cho đến năm 1976.

## Thiết kế và đóng tàu
Lực lượng An toàn Hàng hải Nhật Bản (Sau trở thành Lực lượng Phòng vệ Biển Nhật Bản) ủy quyền mua ba tàu hộ tống "loại B" như một phần của chương trình Năm tài chính 1953. Trong ba chiếc tàu, hai chiếc sẽ được trang bị công nghệ diesel (lớp Ikazuchi và thứ ba bởi tua bin hơi, được gọi là Akebono.
Thiết bị của ba tàu hộ tống giống nhau, với hai trang bị súng phòng không Mark 22 3"/50 cal , 4 khẩu 40 mm Bofors, Súng cối chống tàu ngầm Hedgehog và tám máy nổ ngư lôi K-Gun. Akebono đã có một cài đặt máy móc trục đôi, với tua bin hơi hướng tạo ra 18.000 mã lực càng (13.000 kW) có thể đẩy tàu vào vận tốc tối đa 28 hải lý trên giờ (52 km/h; 32 mph) so với 25 hải lý trên giờ (46 km/h; 29 mph) của lớp Ikazuchi 'kém hiệu quả hơn.
Akebono được đặt tại IHI, nhà máy đóng tàu Tokyo vào 10 tháng 12 năm 1954. Tàu được đưa ra vào ngày 15 tháng 10 năm 1955 và hoàn thành vào ngày 20 tháng 3 năm 1956.

## Hoạt động
"Akebono" được trang bị vũ khí hồi tháng 3 năm 1958, khi khẩu súng 3 inch đầu tiên của nó được thay bằng khẩu súng 3 inch hiện đại, với 1 khẩu Bofors, 4 ống K-Gun cũng đã được tháo dỡ. Akabono bị xuất khỏi quân đội  năm 1976 và xóa đăng bạ năm 1981.